# الأدب الأمريكي في الداخل
يتضمن الأدب الأمريكي الداخلي دراسة مقارنة للكتاب والنصوص من جميع الأمريكتين: الشمال والجنوب والوسط، بما في ذلك منطقة البحر الكاريبي. يغطي هذا النطاق الشامل - كندا والولايات المتحدة وأمريكا الإسبانية والبرازيل والبلدان الناطقة بالإنجليزية والفرانكفونية الأصغر وأمريكا الأصلية - اللغات الرئيسية في نصف الكرة الغربي المتطرف - الإنجليزية والإسبانية والبرتغالية والفرنسية - وكذلك في بعض الحالات، لغات السكان الأصليين.
يمكن أن يكون للطريقة تركيز واسع، كما هو الحال في دراسات العلاقات العرقية في الأمريكتين أو التمثيل الأدبي للأمريكيين الأصليتين، أو يمكن أن تركز بشكل أكثر ضيقًا على قضايا التأثير والاستقبال التي تربط بين مؤلفين ونصوص محددة. على سبيل المثال، أثرت بعض روايات ماتشادو دي أسيس في البرازيل على الأوبرا العائمة لجون بارث، وأثر فولكنر على عدد من الكتاب من أمريكا الإسبانية، بما في ذلك غابرييل غارسيا ماركيز وماريو فارغاس يوسا.
يمكن أن يتعامل الأدب الأمريكي الداخلي أيضًا مع تطور أشكال أدبية معينة، مثل رواية المهاجرين أو قصيدة ملحمة العالم الجديد، أو مع الفترات والحركات الأدبية، مثل الفترة الاستعمارية، أو القرن التاسع عشر، أو الحداثة في الأمريكتان.
من الناحية المثالية، يجب أن يشتمل كل مشروع للأدب الأمريكي الداخلي على لغتين على الأقل من لغات وآداب العالم الجديد، على سبيل المثال، في دراسة شكل «الرواية الجديدة» في كندا والولايات المتحدة وبيرو والبرازيل خلال الستينيات..
كما هو الحال في الدراسات المقارنة بشكل عام، يجب أن تعمل المنحة الأدبية الأمريكية، قدر الإمكان، مع النصوص المكتوبة بلغتها الأصلية ويجب أن تسعى إلى تحديد أوجه التشابه (في الموضوع أو الشكل أو الفترة) التي تربط أدب الأمريكتين معًا مع الاعتراف أيضًا بالاختلافات المهمة جدًا (في التاريخ والأسلوب والثقافة) والحفاظ عليها والتي تميزهم وتجعلهم أعمالًا فنية منفصلة.
في الوقت الحاضر، يهيمن العلماء الأمريكيون على الأدب الأمريكي. تطرح حقيقة أن الولايات المتحدة أصبحت المركز الرئيسي لإنتاج الدراسات الأمريكية عدة مشاكل، أهمها أن هذا المجال يخون مبرر وجوده. لا يمكن أن يكون المجال حقًا بين الأمريكيين عندما يتم إنزال معظم الدول الأمريكية إلى موقع موضوع الدراسة.